# Чемпионат мира по бегу по пересечённой местности 1992
Чемпионат мира по бегу по пересечённой местности 1992 года прошёл 21 марта в городе Бостон (США). Всего было проведено 4 забега — мужчины (дистанция 12 км), женщины (8 км), а также забеги юниоров (8 км) и юниорок (6 км). Также разыгрывались победители в командном первенстве — складываются четыре лучших результата от страны и по сумме наименьшего времени определялись чемпионы. В командном зачёте среди мужчин и женщин победила Кения.

## Результаты

### Мужчины
| Место | Имя             | Гражданство | Время 0(м:с) |
| ----- | --------------- | ----------- | ------------ |
| 1     | Джон Нгуги      | Кения       | 37:05        |
| 2     | Уильям Мутвол   | Кения       | 37:17        |
| 3     | Фита Байиса     | Эфиопия     | 37:18        |
| 4     | Халид Сках      | Марокко     | 37:20        |
| 5     | Ричард Челимо   | Кения       | 37:21        |
| 6     | Стив Монеджетти | Австралия   | 37:23        |
| 7     | Доминик Кируи   | Кения       | 37:26        |
| 8     | Уильям Сигеи    | Кения       | 37:27        |